# Cicurina selecta
Cicurina selecta là một loài nhện trong họ Dictynidae.
Loài này thuộc chi Cicurina. Cicurina selecta được Willis J. Gertsch miêu tả năm 1992.